# Фельдман, Дмитрий Моисеевич
Дмитрий (Маркус) Моисеевич Фельдман (20 апреля 1902, Оргеев, Бессарабская губерния — 20 декабря 1963, Одесса) — советский кинооператор. Заслуженный деятель искусств Армянской ССР (1958).

## Биография
Родился в местечке Оргеев Кишинёвского уезда Бессарабской губернии в 1902 году. С 16 лет работал помощником оператора, с 1920 года — оператор-постановщик на киностудиях ВУФКУ (Одесса), Совкино и Союзкино (Ленинград), Межрабпомфильм и Мосфильм (Москва), с 1935 года — на Арменфильмe (Ереван), с 1938 года — на Азерфильм, Бакинской киностудии и Азербайджанфильм (Баку), Грузия-фильмe (Тбилиси).
Один из основоположников армянского кинематографа, оператор-постановщик первого звукового армянского фильма «Пэпо» (1935). Как оператор работал с такими режиссёрами как Абрам Роом («Ухабы», «3-я Мещанская», «Привидение, которое не возвращается»), Василий Сахновский («Крестовик»), Григорий Рошаль («Петербургская ночь»), Николай Шпиковский («Чашка чая»), Вера Строева («Петербургская ночь»), Михаил Яншин («Чёрный барак», сценарий Ильфа и Петрова), Юлий Райзман («Последняя ночь»), Иосиф Туманов («Давид Гурамишвили»), Александр Роу («Тайна горного озера»), Михаил Чиаурели («Отарова вдова»), Лесь Курбас («Сон Толстопузенко»), Сико Долидзе («Песнь Этери»), Сергей Юткевич («Третья Мещанская», сценарий Виктора Шкловского). В энциклопедическом словаре «Кино» под редакцией С. И. Юткевича (1987) указывается как «один из ведущих советских операторов».
Был награждён орденом «Знак Почёта» (14.04.1944) и медалями. Скоропостижно скончался во время съёмок фильма «Артист» режиссёра Армана Манаряна (Арменфильм) по одноимённой повести Александра Ширванзаде в Одессе в 1963 году. Похоронен в Ереване.

## Семья
Жена — армянская советская актриса Татьяна Львовна Махмурян (1910—1989), снявшаяся в роли Кекел в его фильме «Пэпо». Дочь — Елизавета Фельдман.

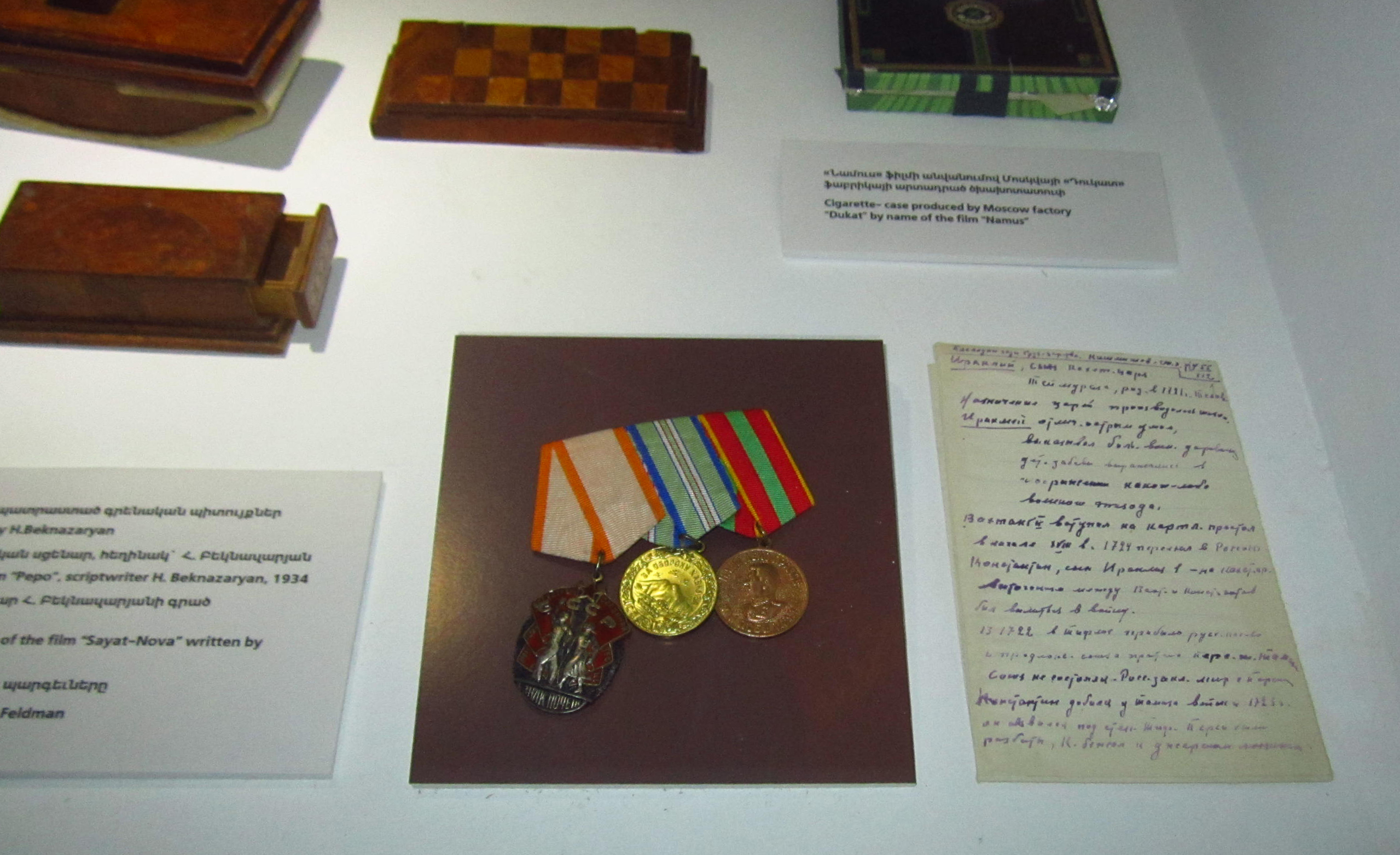
Награды Дмитрия Фельдмана. Музей литературы и искусства имени Егише Чаренца

## Фильмография
- 1924 — Макдональд (короткометражный, другие названия — Приключения Макдональда, История одного договора, в киножурнале «Маховик № 1», ВУФКУ — Одесса)
- 1924 — Пегая тёлка (короткометражный, в киножурнале «Маховик № 1», ВУФКУ — Одесса)
- 1924 — Руки прочь от Китая (короткометражный, в киножурнале «Маховик № 1», ВУФКУ — Одесса)
- 1924 — Сон Толстопузенко (короткометражный, другое название — Как кулак сельпредом стал, в киножурнале «Маховик № 1», ВУФКУ — Одесса)
- 1925 — Арсенальцы (другое название — Красный Арсенал, ВУФКУ — Одесса)
- 1925 — Изобретатель (в киножурнале «Маховик № 3», ВУФКУ — Одесса)
- 1925 — Советский воздух (короткометражный, в киножурнале «Маховик № 3», ВУФКУ — Одесса)
- 1926 — Крестовик (Совкино, 3-я фабрика)
- 1927 — Чашка чая (другие названия в прокате — Закрытые двери, Арестуйте меня, Межрабпомфильм)
- 1927 — Ухабы (Совкино)
- 1927 — 3-я Мещанская (другое название — Любовь втроём, АРК — Ассоциация революционной кинематографии)
- 1929 — Привидение, которое не возвращается (Пытка свободой, Призрак, Совкино)
- 1930 — Тихий Дон (совместно с Борисом Эпштейном, Совкино, озвучен в 1933 году)
- 1931 — Две матери (другие названия — Борьба этажей, Суд Соломона, Совкино)
- 1933 — Чёрный барак (другое название — Барак, Союзфильм)
- 1934 — Петербургская ночь (Союзкино, Москинокомбинат, восстановлен в 1968 году)
- 1935 — Пэпо (Арменфильм, восстановлен в 1964 году)
- 1936 — Последняя ночь (Мосфильм)
- 1938 — Бакинцы (совместно с Л. Косматовым, Азерфильм)
- 1939 — Крестьяне (совместно с А. Измайловым, Бакинская киностудия)
- 1941 — Сабухи (Бакинская киностудия)
- 1942 — Дочка (короткометражный)
- 1943 — Давид-Бек (совместно с Гарушем Гарошем, Арменфильм)
- 1946 — Давид Гурамишвили (Грузия-фильм)
- 1950 — Второй караван (Арменфильм)
- 1954 — Тайна горного озера (совместно с Иваном Дилдаряном, Арменфильм)
- 1954 — Они спустились с гор (Грузия-фильм)
- 1954 — Сверчок (Грузия-фильм)
- 1954 — Стрекоза (Грузия-фильм)
- 1956 — Заноза (Грузия-фильм)
- 1956 — Песнь Этери (Грузия-фильм)
- 1957 — Судьба женщины (Грузия-фильм)
- 1957 — Отарова вдова (совместно с Д. Канделаки, Грузия-фильм)
- 1960 — Утро (Азербайджанфильм)
- 1961 — Двенадцать спутников (Арменфильм)